# 蔡平 (南卡罗来纳州)
蔡平，是美国南卡罗来纳州下属的一座城市。城市类型是“Town”。其面积大约为2.02平方英里（5.24平方公里）。根据2010年美国人口普查，该市有人口1,445人，人口密度约为每平方 英里714.64人（约合每平方公里275.93人）。